# Comunidad de comunas de Argenton-sur-Creuse
La Comunidad de comunas del país de Argenton-sur-Creuse (en francés, Communauté de communes du pays d'Argenton-sur-Creuse) es una estructura intercomunal francesa situada en el departamento francés de Indre de la región de Centro-Valle de Loira.

## Historia
- 27 de diciembre de 1993: se crea la comunidad de comunas de Argenton-sur-Creuse.[1]
- 1 de enero de 2001: se adhieren las comunas de Bouesse, Celon, Chasseneuil, Chavin, Le Menoux, Mosnay y Tendu.
- 1 de enero de 2002: se adhieren las comunas de Le Pont-Chrétien-Chabenet y Velles.
- 3 de febrero de 2004: se modifican los estatutos.
- 1 de enero de 2006: se adhiere la comuna de Saint-Gaultier.
- 23 de noviembre de 2006: se modifican los estatutos.

## Presidentes
- 1995 - 2012: Michel Sapin del Partido Socialista (PS).[2]
- 2012 - actualidad: Vincent Millan del Partido Socialista (PS).[1]

## Composición
| Comuna                     | Código INSEE | Superficie (km²) | Población (Hab./km²) | Densidad |
| -------------------------- | ------------ | ---------------- | -------------------- | -------- |
| Argenton-sur-Creuse (sede) | 36006        | 29,34            | 5021 (2012)          | 171      |
| Bouesse                    | 36022        | 24,19            | 372 (2012)           | 15       |
| Celon                      | 36033        | 17,04            | 402 (2012)           | 24       |
| Chasseneuil                | 36042        | 29,85            | 684 (2012)           | 23       |
| Chavin                     | 36048        | 14,01            | 278 (2012)           | 20       |
| Le Menoux                  | 36117        | 5,58             | 444 (2012)           | 80       |
| Mosnay                     | 36131        | 25,28            | 482 (2012)           | 19       |
| Le Pêchereau               | 36154        | 20,94            | 1892 (2012)          | 90       |
| Le Pont-Chrétien-Chabenet  | 36161        | 9,03             | 928 (2012)           | 103      |
| Saint-Marcel               | 36200        | 17,84            | 1572 (2012)          | 88       |
| Saint-Gaultier             | 36192        | 9,20             | 1853 (2012)          | 201      |
| Tendu                      | 36219        | 42,17            | 631 (2012)           | 15       |
| Velles                     | 36231        | 63,09            | 977 (2012)           | 15       |